# Economia Mongoliei
Economia Mongoliei  este centrată pe agricultură și minerit. Cea mai mare parte a populației trăiește de pe urma păstoritului, cuprinzănd, în special, bovine, ovine, caprine, cabaline și cămile (bactriene). Multe instalații industriale au fost închise cu tranziția spre capitalism și sfârșitul Uniunii Sovietice, stat care menținea fabricile, în mare parte deficitare. Mineritul are ca principale produse: petrolul, cărbunele și cuprul, împreună cu exploatări mai mici, de molibden, wolfram și fosfați. La capătul deceniilor de economie de stat, a avut loc tranziția - de multe ori, dureroasă - către capitalism. Astăzi, Mongolia are peste 30.000 de întreprinderi independente, situate, în special, în și în jurul capitalei. În afara orașelor, cei mai mulți mongoli se ocupă cu păstoritul de subszistență.
PIB este de cca. 420$ per cap de locuitor. Deși PIB este în creștere din 2002, statul este încă angajat în surclasarea unui deficit bugetar major. Guvernul mongol a remediat o imensă datorie externă către Rusia (11 miliarde $) în anul 2004, printr-o plată de 300 milioane $; cuantumul redus a fost acceptat datorită dificultăților și pierderilor de vieți umane din Mongolia erei sovietice. Mongolia a aderat la Organizația Mondială a Comerțului în 1997 și exportă cașmir, minerale și produse alimentare în Rusia, SUA, China, Japonia, Italia, alături de alte țări.